# Henryk Wielowieyski
Henryk Wielowieyski herbu Półkozic (ur. 18 maja 1860 we Lwowie, zm. 3 czerwca 1924 we Władypolu koło Horodenki) – polski biolog.

## Życiorys
Jego ojciec Władysław był radcą Namiestnictwa we Lwowie oraz właścicielem Olejowej- Korolówki w powiecie horodeńskim.
Po ukończeniu gimnazjum w Stanisławowie rozpoczął studia zoologiczne, botaniczne, chemiczne i filozoficzne na Uniwersytecie Lwowskim. Studiował także na uniwersytetach w Jenie i Lipsku. W 1882 uzyskał stopień doktora filozofii, a w 1884 docenta embriologii i anatomii porównawczej.
W latach 1884–1908 był pracownikiem naukowym Uniwersytetu Lwowskiego, początkowo w Katedrze Zoologii i Anatomii Porównawczej, a następnie Katedrze Zoologii. W 1890 był jednym z kandydatów do objęcia po śmierci Maksymiliana Nowickiego Katedry Zoologii i Anatomii Porównawczej Uniwersytetu Jagiellońskiego. Z propozycji tej zrezygnował poświęcając się działalności politycznej. W 1908 przeniósł się jednak do Krakowa, gdzie pracował jako docent w Katedrze Zoologii UJ.
W pracy naukowej zajmował się embriologią fizjologiczną, anatomią i fizjologią owadów oraz limnologią i rybactwem. Zorganizował Stację Doświadczalną Ryb UJ w Mydlnikach.
Członek rzeczywisty Towarzystwa Naukowego Warszawskiego (1918). Autor około 40 prac naukowych.
W latach 1891–1907 był posłem do Rady Państwa w Wiedniu z kurii wielkiej własności ziemskiej oraz c.k. podkomorzym. Po odzyskaniu niepodległości przez Polskę brał udział w wojnie 1920 r. na froncie Litewsko-Białoruskim jako kierowca i instruktor.

### Wybrane publikacje naukowe
- Studien uber die Lampyriden (1882)
- Bemerkungen uber die Eizelle (1884)
- Ueber die Eibildung bei der Feuerwanze(1884)
- Zur Morphologie des Insektenovariums (1886)
- Studyja nad komórką zwierzęcą. Badania nad jajkiem zwierzęcym (1887)[1]
- Biologja wód słodkich i praktyczne jej zastosowanie (1912)
- Oogeneza w wielokomorowych jajnikach u owadów (1913)
- Preformacja i epigeneza (1913)